# Proctophana eickwortorum
Proctophana eickwortorum là một loài bọ cánh cứng trong họ Chrysomelidae. Loài này được Moldenke miêu tả khoa học năm 1981.